# Crushin'
Crushin' è il quarto album del gruppo hip hop The Fat Boys. L'album è pubblicato il 14 agosto del 1987 ed è distribuito dalla Tin Pan Apple. È l'album di maggior successo commerciale del gruppo: Crushin' arriva nella top ten sia nella Billboard 200 sia nella chart dedicata agli album hip-hop, venendo certificato dalla RIAA disco di platino per il milione di unità vendute.

## Recensioni
| Recensione | Giudizio |
| ---------- | -------- |
| AllMusic   | [ 2 ]    |

Ron Wynn per Allmusic assegna al quarto lavoro del gruppo di Brooklyn 4.5/5 stelle, scrivendo: «I Fat Boys godono del loro miglior anno nel 1987. Il loro film Disorderlies si dimostra molto più resistente del previsto dal punto di vista commerciale, mentre il loro LP diventa disco di platino [...]»

## Tracce
1. Crushin' – 4:46 (musica: Gary Rottger, Dave Ogrin Co-produttore.)
2. Protect Yourself / My Nuts – 4:08 (musica: Fresh Gordon, Mark Morales)
3. Rock Ruling – 3:50 (musica: Gary Rottger)
4. Making Noise – 3:40 (musica: Fat Boys)
5. Boys Will Be Boys – 4:39 (musica: Eddison Electrik, Van Gibbs, Fat Boys Co-produttori.)
6. Falling In Love – 5:03 (musica: Eddison Electrik, Van Gibbs, Fat Boys Co-produttori.)
7. Fat Boys Dance – 3:42 (musica: Fat Boys)
8. Wipeout (featuring The Beach Boys) – 4:32 (musica: Fat Boys)
9. Between The Sheets – 4:24 (musica: Gary Rottger, Fat Boys Co-produttori.)
10. Hell, No! – 4:19 (musica: Gary Rottger, Fat Boys Co-produttori.)

Durata totale: 43:03

## Classifiche

### Classifiche settimanali
| Classifica (1987)         | Posizione massima |
| ------------------------- | ----------------- |
| Stati Uniti               | 8                 |
| US Top R&B/Hip-Hop Albums | 4                 |